# Shöl

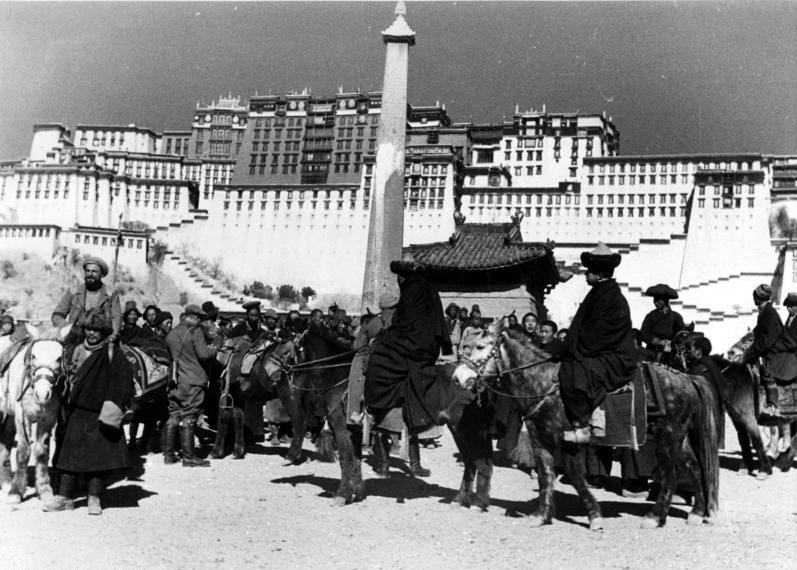
Een karavaan bij de pilaar van Zhol. Foto 1938

Shöl, ook geschreven als Zhol, was een dorp bij Lhasa in Tibet. Het lag aan de voet van de berg Marpori (rode berg), waarop het Potalapaleis is gebouwd. Het dorp is als gevolg van stedenbouwkundige maatregelen nu vrijwel verdwenen.

## Geschiedenis
Er bevindt zich een oude stenen monoliet in Shöl uit het jaar 764, de pilaar van Zhöl, De pilaar heeft een aantal inscripties die de oudst bekende voorbeelden zijn van het Tibetaanse schrift.
In de eerste helft van de 20e eeuw bevond zich in Shöl een van de belangrijkste munthuizen, 'dod dpal (las khung), waar Tibetaans geld werd gedrukt (tot 1955) en geslagen (tot 1959). In Shöl is verder sinds eeuwen een belangrijke staatsgevangenis van Tibet gevestigd.
Tijdens de opstand in Tibet van 1959, toen de kashag opstandige Tibetaanse regeringsfunctionarissen had verboden nog langer in het Norbulingkapaleis te vergaderen, werden de vergaderingen vanaf 12 maart in Shöl gehouden. De eerste dag door 50 functionarissen, de volgende dag kwamen duizenden mensen opdagen in Shöl, waardoor dit mogelijk de grootste demonstratie is geweest tijdens de Tibetaanse volksopstand.